# Óscar Díaz
Óscar Díaz Asprilla (Riofrío, 6 juni 1972) is een voormalig voetballer uit Colombia, die speelde als middenvelder. Hij beëindigde zijn loopbaan in 2010 bij de Colombiaanse club Deportivo Cortuluá.

## Clubcarrière
Díaz speelde als verdedigende middenvelder. Hij maakte zijn debuut in het profvoetbal in 1993 als speler van Deportivo Pereira.

## Interlandcarrière
Díaz kwam zestien keer uit voor het Colombiaans voetbalelftal en scoorde één keer voor zijn vaderland. Onder leiding van bondscoach Francisco Maturana maakte hij zijn debuut voor Los Cafeteros op zondag 23 juli 2001 in de Copa América-wedstrijd tegen Peru (3-0) in Armenia. Hij viel in die wedstrijd na 83 minuten in voor Juan Carlos Ramírez. Colombia won dat toernooi door Mexico in de finale met 1-0 te verslaan. Díaz nam tevens deel aan de strijd om de Copa América 2004 in Peru.

## Erelijst
Deportivo Cali
- Landskampioen

2005
 Boyacá Chicó
- Landskampioen

2008